# Caindo na Real (filme)
Caindo na Real é um filme brasileiro de 2025, do gênero comédia dirigido por André Pellenz com roteiro idealizado e escrito por Bia Crespo, em colaboração com Nathalia Cruz e Charlie Droves. Produzido pela Elo Studios em coprodução com o Telecine, o filme teve sua estreia 24 de outubro de 2024 nos cinemas.

Estrelado por Evelyn Castro, Belo e Victor Lamoglia, conta com  Maria Clara Gueiros, Maurício Manfrini, Elisa Pinheiro e João Vitor Mello no elenco.

## Sinopse
Tina (Evelyn Castro) é uma chapeira cheia de carisma que reside em um Brasil futurista  em uma crise econômica e institucional sem precedentes. Em meio a esse cenário caótico, ocorre um golpe no Congresso Nacional, resultando no retorno da Monarquia ao país. Surpreendentemente, genealogistas descobrem uma “pulada de cerca” real ocorrida quase dois séculos atrás e proclamam Tina como a rainha do Brasil. Ela, por sua vez, é uma mulher marcada por inseguranças, que não pleiteia aumentos salariais, vale-transporte ou folgas, e tampouco assume abertamente sua paixão por Barão (Belo), um taxista que de nobre, só tem o nome. 

## Elenco
- Evelyn Castro como Maria Cristina de Bragança (Tina)
- Belo como Barão de Santos
- Victor Lamoglia como Mauricio de Bragança
- Maria Clara Gueiros como Marlene de Bragança
- Maurício Manfrini como Alaor Ribeiro
- Cissa Guimarães como Beth
- Elisa Pinheiro como Sonia Pires
- João Vitor Mello como Robson
- Paula Frascari como Cidão
- Caito Mainier como Rei González
- Cláudia Alencar como Rainha Silvia
- Pedro Scooby como Scooby (Rei das Ondas)